# Urusei Yatsura: Dear My Friends
Urusei Yatsura: Dear My Friends (うる星やつら 〜ディア マイ フレンズ〜, urusei yatsura dia mai furenzu) est un jeu vidéo d'aventure développé et édité par Game Arts, sorti en 1994 sur Mega-CD.